# Rümikon
Rümikon (toponimo tedesco) è una frazione del comune svizzero di Zurzach, nel Canton Argovia. Conta 324 abitanti.

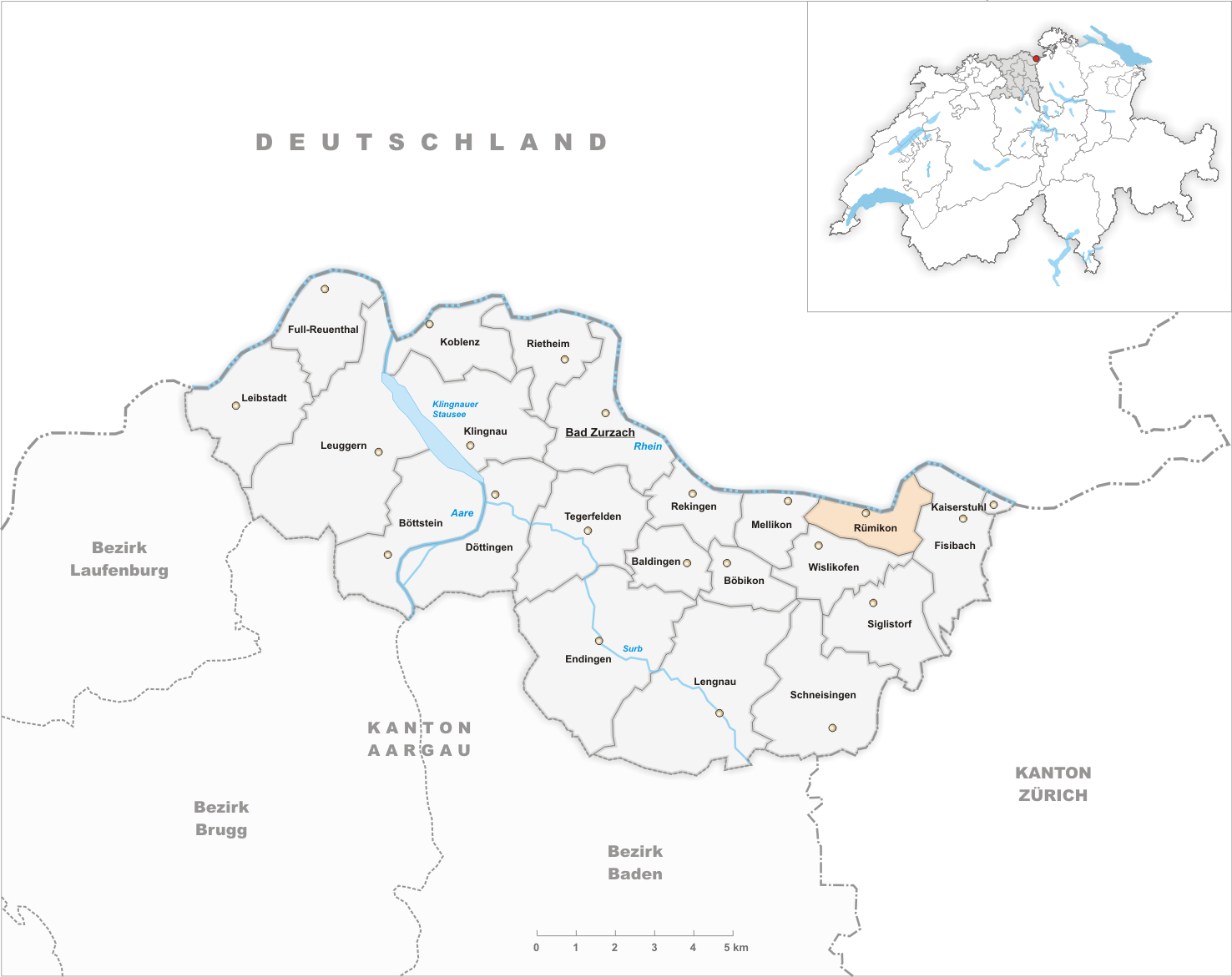
Mappa dell'ex comune di Rümikon all'interno del distretto di Zurzach

## Storia
Il 1° gennaio 2022 il comune di Rümikon venne fuso con i comuni di Bad Zurzach, Baldingen, Böbikon, Kaiserstuhl, Rekingen, Rietheim e Wislikofen, formando il nuovo comune di Zurzach.

### Simboli
Lo stemma compare per la prima volta su un sigillo comunale dal 1872. Il salmone simboleggia la pesca, che per secoli è stata la principale attività economica del paese. Le stelle rimarcano l'appartenenza al cantone di Argovia.
È stato approvato dal consiglio comunale il 20 marzo 2002; con 
delibera del 13 giugno 2003, il numero di raggi delle stelle è stato ridotto da sei a cinque.

## Monumenti e luoghi d'interesse

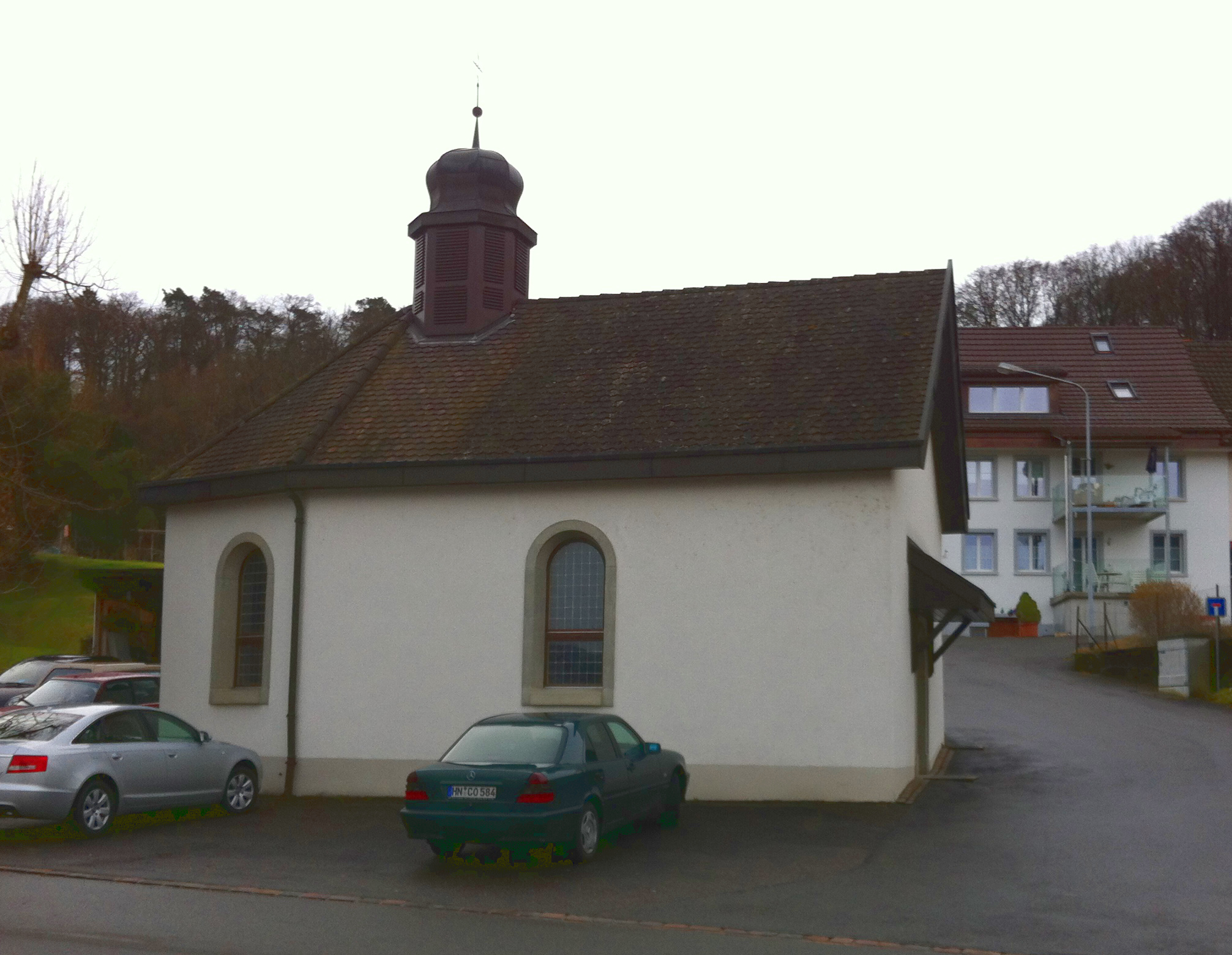
La cappella cattolica di Sant'Anna

- Cappella cattolica di Sant'Anna, eretta nel 1710[3].

## Società

### Evoluzione demografica
L'evoluzione demografica è riportata nella seguente tabella:
Abitanti censiti

## Infrastrutture e trasporti
Rümikon è servito dall'omonima stazione sulla ferrovia Winterthur-Bülach-Koblenz.